# Pristimantis tanyrhynchus
Pristimantis tanyrhynchus es una especie de anfibio anuro de la familia Craugastoridae.

## Distribución geográfica
Esta especie es endémica de la provincia de La Convención en la región de Cuzco en Perú. Se encuentra entre los 2050 y 3000 m sobre el nivel del mar en la cordillera de Vilcabamba.

## Descripción
Los machos miden de 20 a 23 mm y las hembras 31 mm.

## Etimología
El nombre específico spilostichus proviene del griego tany, que significa largo, y de rhynchos, que significa hocico, con referencia a la aparición de esta especie.

## Publicación original
- Lehr, 2007: New eleutherodactyline frogs (Leptodactylidae: Pristimantis, Phrynopus) from Peru. Bulletin of the Museum of Comparative Zoology, vol. 159, n.º 2, p. 145-178[4]